# تشا إن وو
لي دونج مين (هانغل: 이동민) من مواليد 30 مارس 1997)، والمعروف باسم تشا ان وو (هانغل: 차은우) )، مغني وممثل وعارض أزياء كوري جنوبي يعمل في شركة الترفيه فانتاجيو إنترتينمنت. وهو عضو في فرقة الصبيان الكورية الجنوبية أسترو.
ولد في 30 مارس 1997 في غونبو، بمقاطعة غيونغي . والتحق بمدرسة «ساري» الاعدادية، ثم مدرسة ساري الثانوية. وتخرج في مدرسة هانليم للفنون المتعددة عام 2016. يدرس حاليًا في جامعة سونغ كيون كوان، متخصصًا في الفنون المسرحية.

## فيلموغرافيا

### مسلسلات تلفزيونية
| عام       | عنوان                       | قناة البث   | الدور                         | الدور | المراجع |
| --------- | --------------------------- | ----------- | ----------------------------- | ----- | ------- |
| 2017      | اشراقة نجم                  | كي بي اس 2  | ام جي                         |       |         |
| 2018      | جمال جانغنام                | جي تي بي سي | دو كيونغ سوك                  |       |         |
| 2019      | المؤرخ الصاعد جوو هاي ريونغ | ام بي سي    | يي ريم(الامير دوون) / ماي هوا |       | [ 4 ]   |
| 2020–2021 | الجمال الحقيقي              | تي في ان    | لي سو هو                      |       | [ 5 ]   |
| 2023      | يوم جيد لتكون كلبا          | ام بي سي    | جين سيو وون                   |       | [ 6 ]   |
| 2024      | عالم رائع                   | ام بي سي    | كوون سيون يول                 |       | [ 7 ]   |

### سلسلة ويب
| عام  | عنوان | الشبكة                     | الدور                         | ملاحظة | المراجع |
| ---- | ----- | -------------------------- | ----------------------------- | ------ | ------- |
| 2022 | جزيرة | تيفينج، أمازون برايم فيديو | جون / يو هان / كانغ تشان-هيوك |        | [ 8 ]   |

## وصلات خارجية
- تشا إن وو على موقع IMDb (الإنجليزية)
- تشا إن وو على موقع ميوزك برينز (الإنجليزية)
- تشا إن وو على موقع قاعدة بيانات الفيلم (الإنجليزية)